# Stanley Steel
Stanley Steel (valódi nevén Pál Tamás, Szeged, 1971. február 22. –) író, humorista, a modern magyar paródia-irodalom egyik alkotója.
Leslie L. Laticel néven Leslie L. Lawrence-t, K. B. Rottringként J. K. Rowling Harry Potter könyveit, Stanley Steelként pedig többek közt a Star Wars történeteket, a Mátrixot és A da Vinci-kódot parodizálta. Humoros írásai mellett egy krimi és egy sci-fi-szerzője, ám ezekkel a műfajokkal jelenleg nem foglalkozik.

## Pályája
Korán eljegyezte magát az irodalommal: kamaszként ontotta magából a sci-fi novellákat, sőt írt két sci-fi regényt is. Ezeket az írásokat azonban csak néhány barátja, családtagjai és elsősorban az öccse olvasta. Őt később első számú rajongójának nevezte. 1997-ben jelent meg az Excalibur Könyvkiadó gondozásában első műve A csillagok (H) borúja, amely George Lucas Star Wars ciklusának negyedik részét parodizálta. Pályája kezdete óta kb. 38 könyvet írt, egyiket-másikat (A pálinka-tapasz-t és a Télapót! Élve!-t) az "Agyi Agyimov" néven író általános iskolai barátjával közösen követte el. Legnépszerűbb könyvei a Heri Kókler paródia-sorozat kötetei: J. K. Rowling Harry Potter bestseller sorozatának paródiáját ezidáig több mint kétszázezren olvasták Magyarországon. Nemrégiben elkészült az első kötet angol fordítása is. Számos olyan részt is megjelentetett, amiben ugyan felhasználta a paródiakötetek szereplőit, de a történet nem köthető szorosan az eredeti sorozathoz, ezek a könyvek inkább stílusparódiák.

## Magánélete
Nős, három gyermek, két lány és egy kisfiú édesapja. Hobbija a foci, az olvasás és a keleti filozófiák. Az egészséges életmód, a reformtáplálkozás, a jóga lelkes híve, a Transzcendentális meditáció (TM) gyakorlója.

## Bibliográfia

### Sört Wársz sorozat
Stanley Steel néven
- A Baljós Anyós (1999)
- K.B. Rottring–Stanley Steel: A gnómok támadása; Excalibur, Szeged, 2005
- K.B. Rottring–Stanley Steel: A sittes bosszúja; E. M. K., Szeged, 2005 (Excalibur könyvek)
- A csillagok (H) borúja (1997)
- Az irodalom visszavág (1997)
- A Jeti visszatér (1997)
- Lüke Akadémia (1997)
- Abszurdisztán avagy Haverock, bulik, hanta. Utópikus sci-fi szatíra; Merlin Books, Szeged, 2009
- K.B. Rottring–Stanley Steel: A baljós anyós; 2. átdolg. kiad.; Excalibur, Szeged, 2005
- K.B. Rottring–Stanley Steel: Az irodalom visszavág; 2. átdolg. kiad.; Excalibur, Szeged, 2005
- K.B. Rottring–Stanley Steel: A Jeti visszatér; 2. hosszabb kiad.; Excalibur, Szeged, 2005
- Az ébredő Ernő (2016)

### Galopp sorozat
Stanley Steel néven
- Séta-galopp (1998)
- Roham-galopp (1999)

### Turmix sorozat
Stanley Steel néven
- Turmix 1 (2003)
- Turmix 2: Újra törölve (2004)
- Turmix 3: Fájdalmak (2005)

### Egyéb
Stanley Steel néven
- A De Fincsi-kód (2006)
- A pálinka-tapasz, 2007 (Társszerző: Agyi Agyimov)
- Télapót! élve! (Társszerző: Agyi Agyimov)
- Hová lett a 8. utas? (1998)
- A Kaszpi-tenger kalózai (2007)
- Bitumen, Csókember és egyéb szuperhősök (2008)

### Heri Kókler sorozat
K. B. Rottring néven
- Heri Kókler és az Epeköve (2001)
- Heri Kókler és a Mormon Kannája (2001)
- Heri Kókler és az Alkatrazi Fogoly (2002)
- Heri Kókler és a Bûz Serlege (2002, 2012)[2]
- Heri Kókler és a Vámpírok Bálja (2003)
- Heri Kókler és a Fõnök Érdemrendje (2004)
- Heri Kókler és a Fáraó Átka (2004)
- Heri Kókler és a Stonehenge Titka (2004, 2006)[3]
- Heri Kókler és a Pokol Kapuja (2005)
- Heri Kókler és a Telivér Herceg (2006)
- Heri Kókler és a Hat Tyúk Tava (2007)
- Heri Kókler és az Elf Rémálma (2007)[4]
- Heri Kókler és a Horror Háza (2007, 2008)[4]
- Heri Kókler és a Halál Derelyéje (2008)[4]
- Heri Kókler és a Sárkány Tojása (2009)[4]
- Heri Kókler és a Sárkány Lehelete (nem jelent meg)
- Heri Kókler és az Utolsó Sárkánynagyúr (nem jelent meg)

### Továbbiak
Corynn Parker néven
- Szexbotrány a Fehér Házban (krimi, 1999)

Poul J. Andersen néven
- Szupernova ( A könyv "Az utolsó esély" címen is megjelent) sci-fi, 2000

Leslie L. Laticel néven
- A Köddé Vált Kolostor; Excalibur, Szeged, 1999
- Síva utolsó ránca; Excalibur, Szeged, 1999
- A makarónis arcképem; Excalibur, Szeged, 2006 (Excalibur könyvek)
- Miaú-miaú; Excalibur, Szeged, 2006 (Excalibur könyvek)